# WS-1
Der WS-1 (chinesisch 卫士-1, WeiShi-1) ist ein auf Lkw montiertes Langstrecken-Mehrfachraketenwerfersystem der Volksrepublik China. Es dient zur Bekämpfung von Flächenzielen.

## Entwicklung
Das WS-1-System (WeiShi-1) wurde in den späten 1980er-Jahren vom staatlichen Waffenhersteller SCAIC (Alit) entwickelt. Mitte der 1990er-Jahre entstand das verbesserte WS-1B-System. Eine Weiterentwicklung ist das System WS-2.

## Varianten
- WS-1: für Raketen mit einer maximalen Einsatzreichweite von 80 km.
- WS-1B: für Raketen mit einer maximalen Einsatzreichweite von 180 km.

## Technik
Auf dem dreiachsigen Lkw Tiema XC2200 ist ein Rohrpaket mit vier Rohren des Kalibers 302 mm montiert. Die Raketen sind drall- und flügelstabilisiert und verfügen über ein Faltleitwerk. Die maximale Streuung einer Raketensalve liegt bei 1 % der Einsatzdistanz. Bei der maximalen Bekämpfungsdistanz von 180 km liegt das Apogäum bei 60.000 m.
Ein Raketenwerfer ist in der Lage, alle vier Raketen innerhalb von zwölf Sekunden abzufeuern. Das Nachladen eines leeren Werfers dauert 20 Minuten. Ein Bataillon mit acht WS-1-Systemen deckt mit insgesamt 32 Raketen eine Zielfläche von 800 m × 800 m ein.
Es existieren folgende Sprengköpfe für die Raketen:
- ZDB-1 mit einem Splittergefechtskopf zu 150 kg mit 70 kg Sprengstoff. Der Splittermantel enthält 26.000 Stahlkugeln. Splitterwirkungskreis 50–60 m.
- YDB-1 mit einem Brandgefechtskopf der 24.000 Brandpellets enthält.[1]
- SZB-1 mit 460 Stück Bomblets (Submunition) mit kombinierter Splitter- und panzerdurchschlagender Wirkung. Streufläche 28.000 m². Jedes Bomblet hat einen Splitterwirkungskreis von rund 7 m und kann 85 mm Panzerstahl durchschlagen.
- SZB-2 mit 46 Bomblets mit kombinierter panzerbrechender, Splitter- und Brandwirkung. Jedes Bomblet kann 180 mm Stahlbeton durchdringen und erzeugt 200 Splitter. Die Brandladung hat einen Wirkungskreis von rund 4 m.

## Technische Daten Raketen
| System                 | WS-1                        | WS-1B                       |
| ---------------------- | --------------------------- | --------------------------- |
| Rakete                 | ZDB-2                       | ZDB-2B                      |
| Hersteller             | SCAIC                       | SCAIC                       |
| Antrieb                | 1 Stufe mit HTPB-Feststoff  | 1 Stufe mit HTPB-Feststoff  |
| Geschwindigkeit        | Mach 3,6                    | Mach 5,2                    |
| Länge                  | 4,520 m                     | 6,182 m                     |
| Rumpfdurchmesser       | 302 mm                      | 302 mm                      |
| Gewicht                | 520 kg                      | 708 kg                      |
| Sprengkopf             | 150-kg-Splittergefechtskopf | 150-kg-Splittergefechtskopf |
| min. Einsatzreichweite | 20 km                       | 60 km                       |
| max. Einsatzreichweite | 80 km                       | 180 km                      |
| Kursabweichung         | 1,0 %                       | 1,0–1,5 %                   |

## Verbreitung
- Volksrepublik China – Wurde zu Testzwecken beschafft. Das WS-1-System wurde jedoch nicht beim Heer der Volksbefreiungsarmee eingeführt.
- Thailand – 1 Batterie WS-1B (lokale Bezeichnung DTI-1).[2]
- Sudan – 1 Batterie WS-1.[3]
- Türkei – 50 WS-1 (Lizenzproduktion unter der Bezeichnung T-300 Kasırga).[4]